# Bibliotheca Augusta
La Bibliotheca Augusta, también Biblioteca Duque Augusto (en alemán: Herzog August Bibliothek), es una biblioteca patrimonial de importancia internacional situada en Wolfenbüttel, Baja Sajonia, en Alemania. Fundada en 1572 por el duque Julio de Brunswick-Wolfenbüttel, es una de las bibliotecas más antiguas del mundo.
El arquitecto Gustav Bohnsack construyó el nuevo edificio neobarroco entre 1881 y 1886, que todavía sirve como el edificio principal de la biblioteca.

## Historia

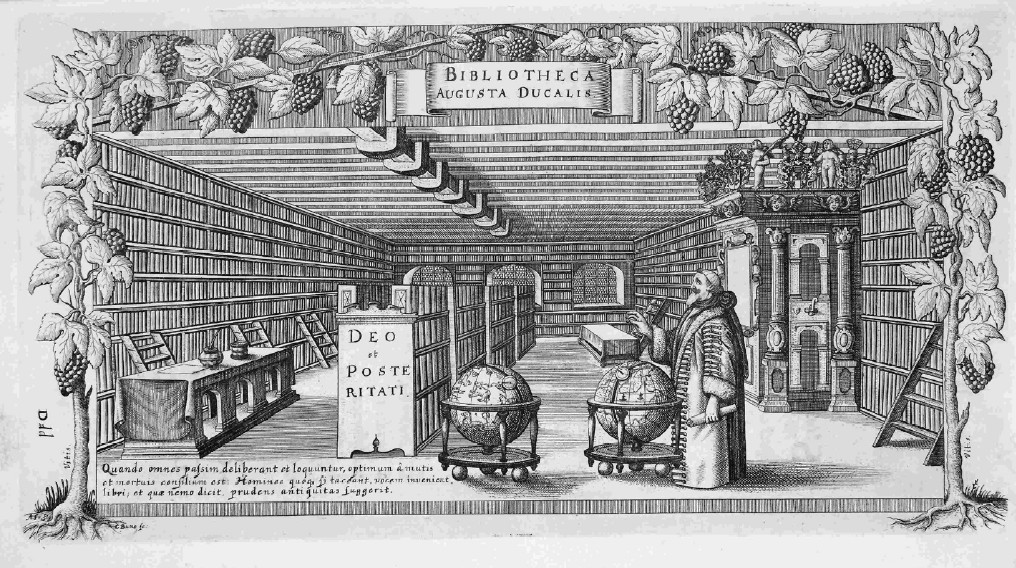
El duque Augusto en su biblioteca (1650) por Conrad Buno.

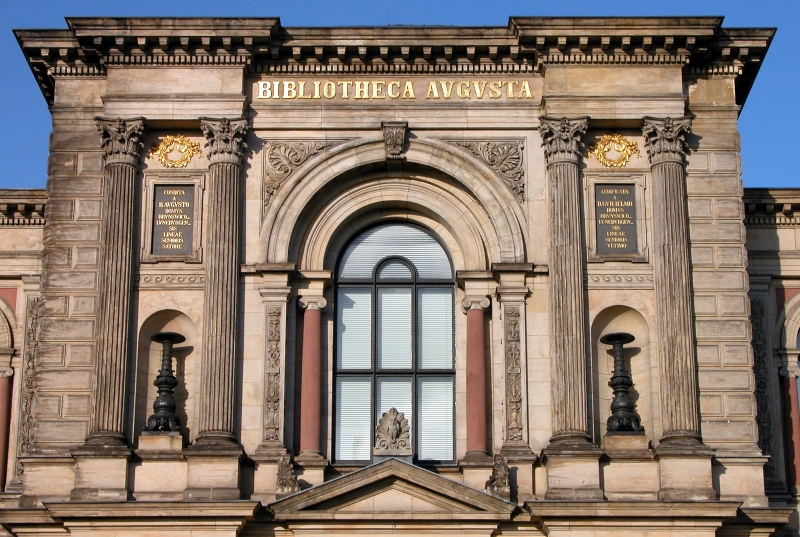
Entrada a la Biblioteca.

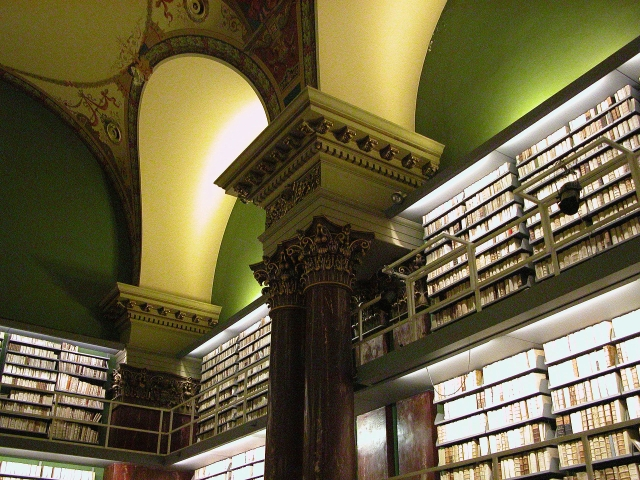
Vista interior.

La colección fue fundada en 1572 por Julio de Brunswick-Wolfenbüttel, duque de Brunswick-Lüneburg, aunque fue especialmente su descendiente Augusto II de Brunswick-Wolfenbüttel quien aumentó de manera sistemática esta colección para alcanzar los 140.000 libros impresos o manuscritos. A su muerte en 1666, la biblioteca fue abierta al público. La institución fue entonces dirigida por célebres bibliotecarios como Gottfried Wilhelm Leibniz (entre 1690 y 1716) o Gotthold Ephraim Lessing (entre 1770 y 1781). 
En el siglo XVII era la mayor biblioteca al norte de los Alpes. La biblioteca fue bautizada por el Duque Augusto (1579-1666) quien construyó la colección, conservada en Wolfenbüttel. Los ejércitos pasaron, de un lado a otro de ida y vuelta, a lo largo de los siglos, pero la colección fue bien protegida. Estaba situada en tan alta consideración que los generales colocaban la biblioteca bajo protección especial. En la actualidad es una de las bibliotecas más antiguas del mundo que no sufrió pérdidas en su colección.
Entre 1705 y 1710 se construyó el primer edificio específicamente destinado a acoger la biblioteca, por el arquitecto Hermann Korb. Este edificio fue derruido en 1887 para hacer sitio a la construcción actual, la Bibliotheca Augusta, de estilo guillerminista. Se realizaron ampliaciones al edificio en las décadas de 1960 y 1970. La casa de Lessing en la misma villa se convirtió en un anexo de la institución en 1968. La biblioteca comienza también en este periodo una colección de libros de artistas. Desde 1989, la biblioteca depende del Ministerio de Ciencias y de la Cultura del Estado de Baja Sajonia.

## Colecciones
Entre el millón de artículos y objetos que constituyen la colección de la biblioteca se cuentan:
- 11 800 manuscritos, entre los cuales 2700 de la época medieval. Entre los más célebres, se encuentra el Evangeliario de Enrique el León;[5]
- 3477 incunables de los cuales 2835 diferentes. También contiene 8 de los 44 ejemplares de libros de xilografías del siglo XV conocidos en todo el mundo;
- 400 000 impresiones entre 1450 y 1830, de las cuales 130 000 pertenecientes a las colecciones del duque Augusto;
- 4000 libros de artistas del siglo XX, entre los que se encuentran obras de Hans Arp, Max Beckmann, Pierre Bonnard, Georges Braque, Marc Chagall, Salvador Dalí, Jean Dubuffet, Max Ernst, David Hockney, Joan Miró, Henri Matisse, Fernand Léger, Pablo Picasso, Antoni Tàpies, etc.;
- 15 000 estampas, litografías y dibujos del siglo XV al XIX así como 32 000 grabados;
- 3000 cartas históricas;
- 17 000 cartas postales.

A esto se añaden, en nombre creciente, las exploraciones y escaneos producidos por los numerosos proyectos agrupados por la biblioteca.